# Antropomorfizem
Antropomorfizem je počlovečevanje oz. prenašanje človeških lastnosti ali odnosov na druga bitja, predmete, pojave ali povsem abstraktne pojme, kot so organizacije ali božanstva. Izraz je sestavljenka iz grških besed ἄνθρωπος (ánthrōpos) - »človek« in μορφή (morphē) - »oblika«.
Kot literarni prijem je v pripovedništvu prisoten že od davnine. V številnih kulturah je razvita tradicija basni, v katerih nastopajo antropomorfne živali, ki ponazarjajo določene človekove lastnosti. 
Tudi nekatere religije in mitološki sistemi dojemajo božanstva kot bitja s človeškimi lastnostmi (predvsem čustvovanjem), očiten zgled je grška mitologija. Temu natančneje pravimo antropoteizem. Nasprotno temu sodobno krščanstvo, judaizem in islam zavračajo antropomorfne predstave boga in verujejo, da je bog nepredstavljiv za človeka in torej nima nobenih razpoznavnih lastnosti.
Antropomorfizem se je pojavil že v mezopotamiji saj so tamkajšnji bogovi vedno bili v človeški obliki.